# Сидоравичюс, Владас
Владас Сидоравичюс (лит. Vladas Sidoravicius; 1963, Вильнюс — 23 мая 2019, Шанхай) — литовско-бразильский математик, специализировавшийся на изучении теории вероятностей.

## Образование и карьера
Владас Сидоравичюс изучал математику в Вильнюсском университете, где получил диплом в 1985 году и степень магистра в 1986 году. В том же году он поступил в Московский государственный университет, где получил докторскую степень в 1990 году. Его научным руководителем был доктор физико-математических наук Вадим Малышев. С 1991 по 1993 год Сидоравичюс был аспирантом Гейдельбергского университета и в университете Париж-Дофин. В начале 1990-х годов он приобрёл известность среди мировых учёных благодаря своим исследованиям в области теории вероятностей. В 1993 году Сидоравичюс переехал в Бразилию, где стал натурализованным гражданином и был полноправным профессором Национального института математики Пура-э-Апликада (IMPA) в Рио-де-Жанейро с 1999 по 2015 год, после чего он перебрался в Китай. В Нью-Йоркском университете Шанхая (NYU Shanghai) он работал профессором математики, а также занимал должность заместителя директора Шанхайского института математических наук NYU-ECNU (Восточно-китайского педагогического университета) с 2015 года до своей смерти в 2019 году в возрасте 55 лет.
Сидоравичюс является автором или соавтором более сотни статей в рецензируемых журналах. Он часто сотрудничал с математиком Гарри Кестеном. В 2008 году их статья «Теория формы для распространения инфекции» (англ. A Shape Theory for the Spread of an Infection) стала наиболее резонансной.
В 2014 году Сидоравичус выступил в качестве приглашённого докладчика на Международном конгрессе математиков в Сеуле. В 2019 году XXIII Бразильская школа вероятности (порт. XXIII Escola Brasileira de Probabilidade) была посвящена его памяти.

## Некоторые публикации

### Статьи
- Kesten, H.; Sidoravicius, V.; Zhang, Yu (1998). Almost all words are seen in critical site percolation on the triangular lattice (PDF). Electronic Journal of Probability. 3 (10): 1–75. doi:10.1214/EJP.v3-32.
- Kesten, H.; Sidoravicius, V. (2003). Branching random walk with catalysts (PDF). Electronic Journal of Probability. 8 (5): 1–51. doi:10.1214/EJP.v8-127.
- Sidoravicius, Vladas; Sznitman, Alain-Sol (2004). Quenched invariance principles for walks on clusters of percolation or among random conductances. Probability Theory and Related Fields. 129 (2): 219–244. doi:10.1007/s00440-004-0336-0.
- Kesten, Harry; Sidoravicius, Vladas (2005). The spread of a rumor or infection in a moving population. The Annals of Probability. 33 (6): 2402–2462. doi:10.1214/009117905000000413.
- Alexander, Kenneth S.; Sidoravicius, Vladas (2006). Pinning of polymers and interfaces by random potentials. The Annals of Applied Probability. 16 (2): 636–669. doi:10.1214/105051606000000015.
- Kesten, Harry; Sidoravicius, Vladas (2006). A phase transition in a model for the spread of an infection. Illinois Journal of Mathematics. 50 (1–4): 547–634. doi:10.1215/ijm/1258059486. 2009
- Sidoravicius, V.; Sznitman, A. S. (2010). Connectivity bounds for the vacant set of random interlacements. Annales de l'IHP Probabilités et statistiques. 46 (4): 976–990.
- Ellwood, David; Newman, Charles; Sidoravicius, Vladas; Werner, Wendelin (2012). Probability and Statistical Physics in Two and More Dimensions. Clay Mathematical Proceedings. 15. CiteSeerX 10.1.1.680.4319; XIV Brazilian School of Probability , July 11–August 7, 2010{{cite journal}}:  Википедия:Обслуживание CS1 (postscript) (ссылка)

### Книги
- New Trends in Mathematical Physics: Selected contributions of the XVth International Congress on Mathematical Physics / Sidoravicius, V.. — Springer Science & Business Media, 2009-08-31. — ISBN 978-90-481-2810-5.
- In and Out of Equilibrium: Probability with a Physics Flavor / Sidoravicius, V.. — Birkhäuser Basel, 2002. — Vol. 51. — P. vii+472. — ISBN 978-1-4612-6595-5. — doi:10.1007/978-1-4612-0063-5.
- Sojourns in Probability Theory and Statistical Physics: A Festschrift for Charles M. Newman / Sidoravicius, V.. — Springer, 2019. — Vol. (3 vols.).
  - Vol. I. Spin Glasses and Statistical Mechanics.
  - Vol. II. Brownian Web and Percolation.
  - Vol. III. Interacting Particle Systems and Random Walks.